# Zgrupowanie „Radosław”

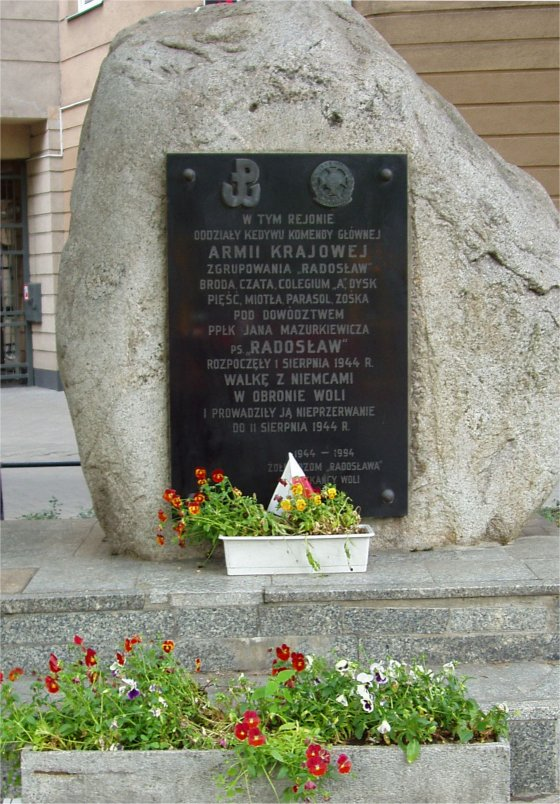
Przy ul. Okopowej i Mireckiego

Zgrupowanie „Radosław” – kryptonim zgrupowania oddziałów Kedywu, które zostało utworzone przed wybuchem powstania warszawskiego.
Zgrupowanie „Radosław” było najsilniejszym i najbardziej elitarnym zgrupowaniem Armii Krajowej walczącym w powstaniu warszawskim. W jego skład wchodziły stosunkowo dobrze uzbrojone i zaprawione w potyczkach z Niemcami oddziały Kedywu Komendy Głównej AK, m.in. harcerskie bataliony „Zośka” i „Parasol”.

## Organizacja
Zgrupowanie „Radosław” przyjęło nazwę od pseudonimu jego dowódcy ppłk. Jana Mazurkiewicza – szefa konspiracyjnych oddziałów dywersyjnych Komendy Głównej Armii Krajowej Kedywu.
Dowództwo
- komendant – ppłk Jan Mazurkiewicz „Radosław”;
- szef sztabu – mjr Wacław Janaszek „Bolek”;
- adiutant komendanta – ppor. Dominik Horodyński „Wileński”;

Skład zgrupowania

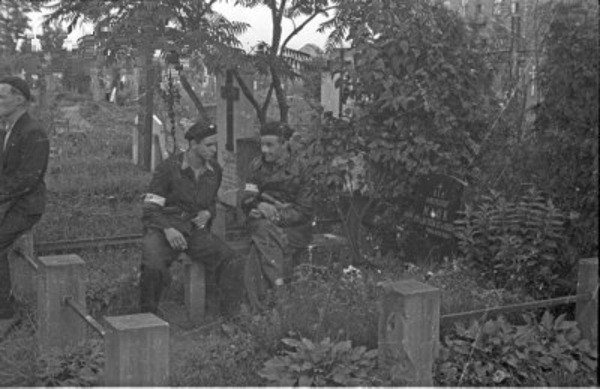
Żołnierze Batalionu „Pięść” wśród grobów cmentarza ewangelickiego

- Brygada Dywersji „Broda 53” – dowódca kpt. J.K. Andrzejewski, następnie por. R. Białous
  - Batalion „Zośka” – dowódca por./kpt. Ryszard Białous „Jerzy”;
  - Kompania „Dysk” – dowódca – Wanda Gertz von Schliess „Lena”;
  - Kompania „Topolnicki” – dowódca – por. Jan Misiurewicz „Topolnicki”;
  - Kompania motorowa „Żuk” – dowódca ppor. Stanisław Mazierski „Żuk”;
  - Pluton wywiadowczy „Wolski” – dowódca pchor. Jerzy Zyms „Wolski”;
  - Zespół sanitarny „Rola” – dowódca dr Cyprian Sadowski „Skiba”;

- Batalion „Czata 49” – dowódca mjr Tadeusz Runge ps. „Witold”
- Batalion „Miotła” – dowódca kpt. Franciszek Mazurkiewicz ps. „Niebora” (po 11 sierpnia wszedł jako kompania do batalionu „Czata 49”);
- Batalion „Parasol” – dowódca kpt. Adam Borys „Pług”;
- Batalion „Pięść” – dowódca mjr Alfons Kotowski ps. „Okoń”
- Batalion Zapasowy Igor – dowódca mjr Tadeusz Grzmielewski ps. „Igor”.

## Okres walk powstańczych
Przed godziną „W” zgrupowanie zostało rozlokowane na terenie Woli w rejonie cmentarzy, ulic: Okopowej, Młynarskiej i Kercelaka z zadaniem zajęcia Woli i ochrony Komendy Głównej, która stacjonowała przy ul. Dzielnej.
Podczas walk zdobyto obóz „Gęsiówka”, uwalniając ok. 350 więzionych tam Żydów, uzyskano połączenie ze Starym Miastem, opanowano ul. Okopową, zdobyto magazyny wojskowe. Zgrupowanie toczyło ciężkie walki w rejonie cmentarzy oraz ulic: Młynarskiej, Wolskiej, Żytniej i Karolkowej.
Podczas ciężkich walk do 11 sierpnia utrzymano stanowiska w szkołach przy ul. Okopowej i Spokojnej. Postęp wojsk niemieckich zmusił oddziały zgrupowania do wycofania się w rejon ulic Stawki, Spokojnej i Muranowskiej. 11 sierpnia zajęto pozycje obronne wzdłuż ulic Muranowskiej i Konwiktorskiej.
W połowie sierpnia zgrupowanie brało udział w nieudanym natarciu na stanowiska niemieckie w rejonie Dworca Gdańskiego, które miało na celu połączenie sił z powstańcami z Żoliborza. Wobec wzrastającego nacisku wroga, oddziały wycofały się z Muranowa. W kolejnych dniach zgrupowanie walczyło na Nowym Mieście.
W nocy z 30 na 31 sierpnia Zgrupowanie „Radosław” uczestniczyło w nieudanej próbie przebicia do Śródmieścia. Poniosło wówczas ciężkie straty podczas walk na ul. Bielańskiej. Kompania „Rudy” z batalionu „Zośka” była jednak jedynym powstańczym oddziałem, któremu udało się tej nocy przedrzeć drogą naziemną ze Starówki do Śródmieścia.
Wobec ogólnego niepowodzenia ataku zarządzono ewakuację powstańców i władz cywilnych kanałami do Śródmieścia. Zasadnicze oddziały zgrupowania ewakuowały się nocą z 1 na 2 września. Zgrupowanie wyszło z kanałów na ul. Nowy Świat, przy rogu ul. Wareckiej.
W nocy z 4 na 5 września obsadzono odcinek na Czerniakowie w rejonie ul. Książęcej i Ludnej, wzdłuż ul. Rozbrat oraz Wisły do ul. Łazienkowskiej. Żołnierze Radosława wzmocnili tym samym oddziały Zgrupowania Kryska, od początku powstania walczącego na Czerniakowie.
Zadaniem oddziałów zgrupowania było utrzymanie brzegu Wisły, gdyż spodziewano się pomocy ze strony Armii Czerwonej i LWP od strony Pragi.
6 września załamał się opór powstańców na Powiślu. Niemcy rozpoczęli zmasowany atak na Czerniaków. W toku walk zostało przerwane połączenie ulicą Książęcą z placem Trzech Krzyży. Jedyną drogą do Śródmieścia i Mokotowa pozostały kanały.
Wobec dużych strat w ludziach i braku amunicji ppłk. „Radosław” zdecydował o przejściu kanałami na Mokotów nocą z 19 na 20 września. Żołnierze zgrupowania (ok. 200 osób, z tego połowa rannych) wyszli nad ranem 20 września włazem przy ul. Wiktorskiej. Byli u granic wytrzymałości fizycznej i pesymistycznie nastawieni do możliwości dalszej walki. Do 22 września Na Górnym Czerniakowie broniły się resztki oddziałów z „Czaty” i „Brody”.
Na Mokotowie pozostałości zgrupowania wzięły udział w dalszej walce. Po zrezygnowaniu z planów przebicia się do lasów chojnowskich, nocą z 25 na 26 września, ok. 120 ludzi przeszło kanałami do Śródmieścia, gdzie zgromadziło się ok. 230 żołnierzy i oficerów. Tyle pozostało ze stanu wyjściowego zgrupowania, które 1 sierpnia liczyło ok. 2300 ludzi.

## Upamiętnienie

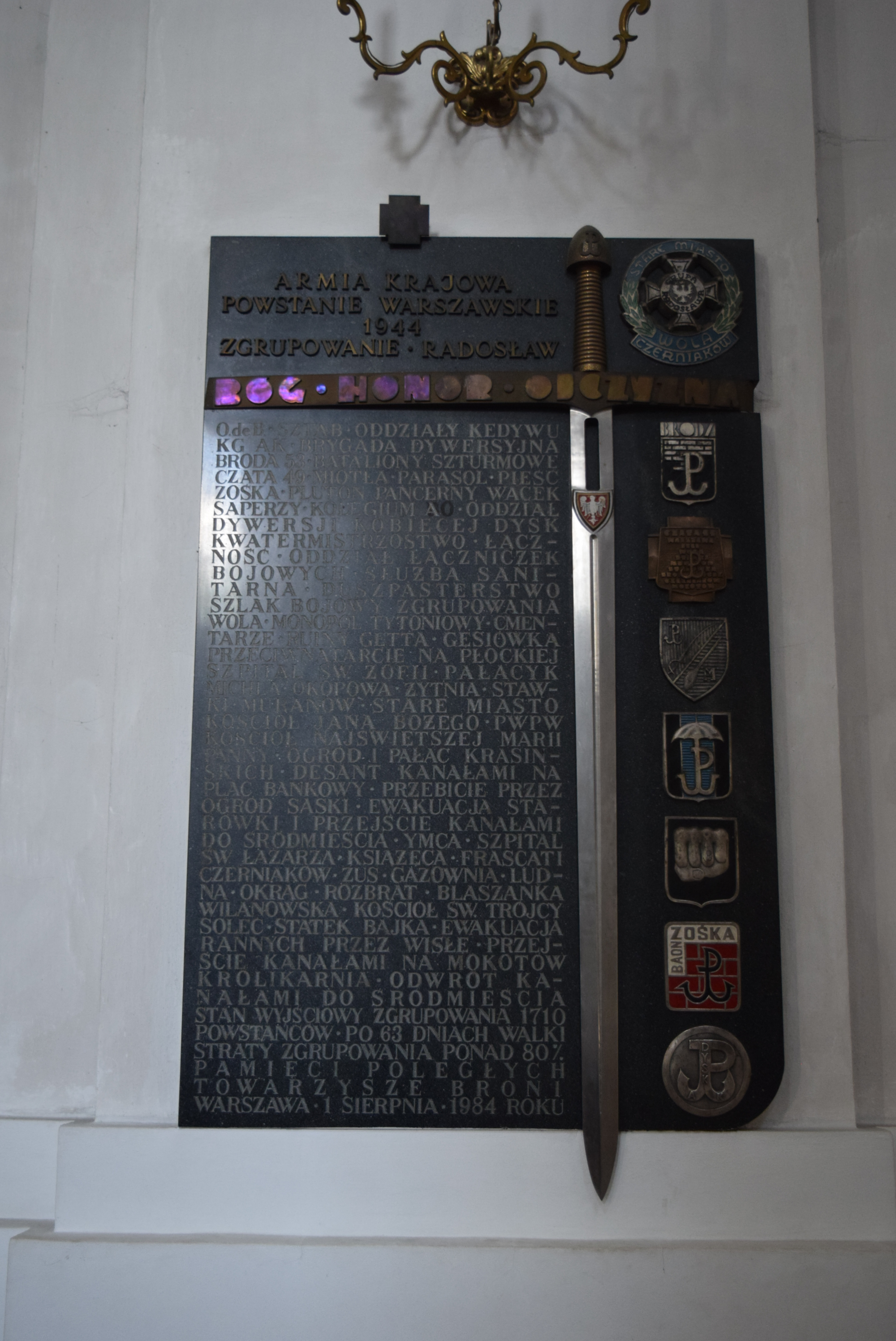
Tablica pamiątkowa w kościele św. Jacka w Warszawie

- We wrześniu 2001 Rada m. st. Warszawy nadała rondu Babka nazwę rondo Zgrupowania AK „Radosław”[3].
- Kamień z tablicą pamiątkową odsłonięty w 2004 w północno-wschodniej części ronda.
- Tablica przy ul. Solec 57 (od strony ul. Wilanowskiej) upamiętniająca ostatnią redutę powstańczą na Górnym Czerniakowie bronioną 23 września przez żołnierzy Zgrupowania „Kryska”, Zgrupowania „Radosław” i 9 Pułku Piechoty 3 Dywizji Piechoty 1 Armii Wojska Polskiego.